# 莫折念生
莫折 念生（ぼせつ ねんせい、生年不詳 - 527年）は、北魏の反乱指導者。本貫は秦州。チベット系羌の出身。

## 経歴
莫折大提の四男として生まれた。524年（正光5年）6月、秦州の城民の薛珍・劉慶・杜遷らが反乱を起こし、刺史の李彦を捕らえた。莫折大提が反乱軍の首領に推されて、秦王を自称した。莫折大提がまもなく死去すると、念生が天子を自称して、天建と改元し、百官を置いた。子の莫折阿胡を太子とし、兄の莫折阿倪を西河王とし、弟の莫折天生を高陽王とし、莫折伯珍を東郡王とし、莫折安保を平陽王とした。7月、都督の楊伯年・樊元・張朗らに命じて、仇鳩戍と河池戍の2戍を攻撃させた。北魏の東益州刺史の魏子建が部将の尹祥・黎叔和を派遣してくると、楊伯年らは敗れて、樊元は斬首された。念生は莫折天生を隴東に進攻させ、汧城を落とした。8月、莫折天生が隴東で西征都督の元志らを撃破し、魏軍を岐州に敗走させた。念生は都督の竇双に命じて、盤頭郡を攻撃させた。魏子建が部将の竇念祖を派遣してくると、竇双は敗れて斬られた。11月、莫折天生が岐州を占領して、元志や岐州刺史の裴芬之（裴叔業の子）らを捕らえた。12月、念生は涼州に軍を進攻させると、涼州の城民の趙天安が刺史を捕らえて反乱に呼応した。
525年（孝昌元年）1月、莫折天生は雍州の黒水に進軍した。北魏の西道行台大都督の蕭宝寅や征西将軍の崔延伯らが莫折天生を攻撃し、莫折天生は黒水で十数万の兵を失う大敗を喫した。隴東の占領地をことごとく失い、小隴まで追撃を受けたが、魏軍の行動が迅速を欠いたため、莫折天生は隴西に逃げ込むことができた。2月、念生は都督の楊鮓・梁下弁・姜斉らに命じて、仇池郡を攻撃させた。魏子建が部将の盛遷を派遣してくると、楊鮓らは敗れて、梁下弁・姜斉は斬首された。8月、念生は都督の杜黒児・杜光らに命じて、仇池郡を攻撃させた。魏子建が部将の成遷を派遣してくると、杜黒児らは敗れて、杜光は斬首された。
この頃、念生の元部下の呂伯度が胡琛の下で大都督・秦王を称し、念生の部将の杜粲を成紀で破り、さらに金城王莫折普賢を水洛城で撃破するなどした。念生は相次ぐ敗戦で危地に陥り、526年（孝昌2年）9月には北魏に降伏を申し入れた。蕭宝寅が行台左丞の崔士和を派遣して秦州を占拠させた。念生は再び叛き、秦州を掌握すると、崔士和を胡琛のもとに送って殺させた。
527年（孝昌3年）9月、念生は部下の常山王杜粲により殺害された。

## 伝記資料
- 『魏書』巻9 粛宗紀第9
- 『魏書』巻14 列伝第2
- 『魏書』巻59 列伝第47
- 『北史』巻4 魏本紀第4